# Lijst van Belgische kazen

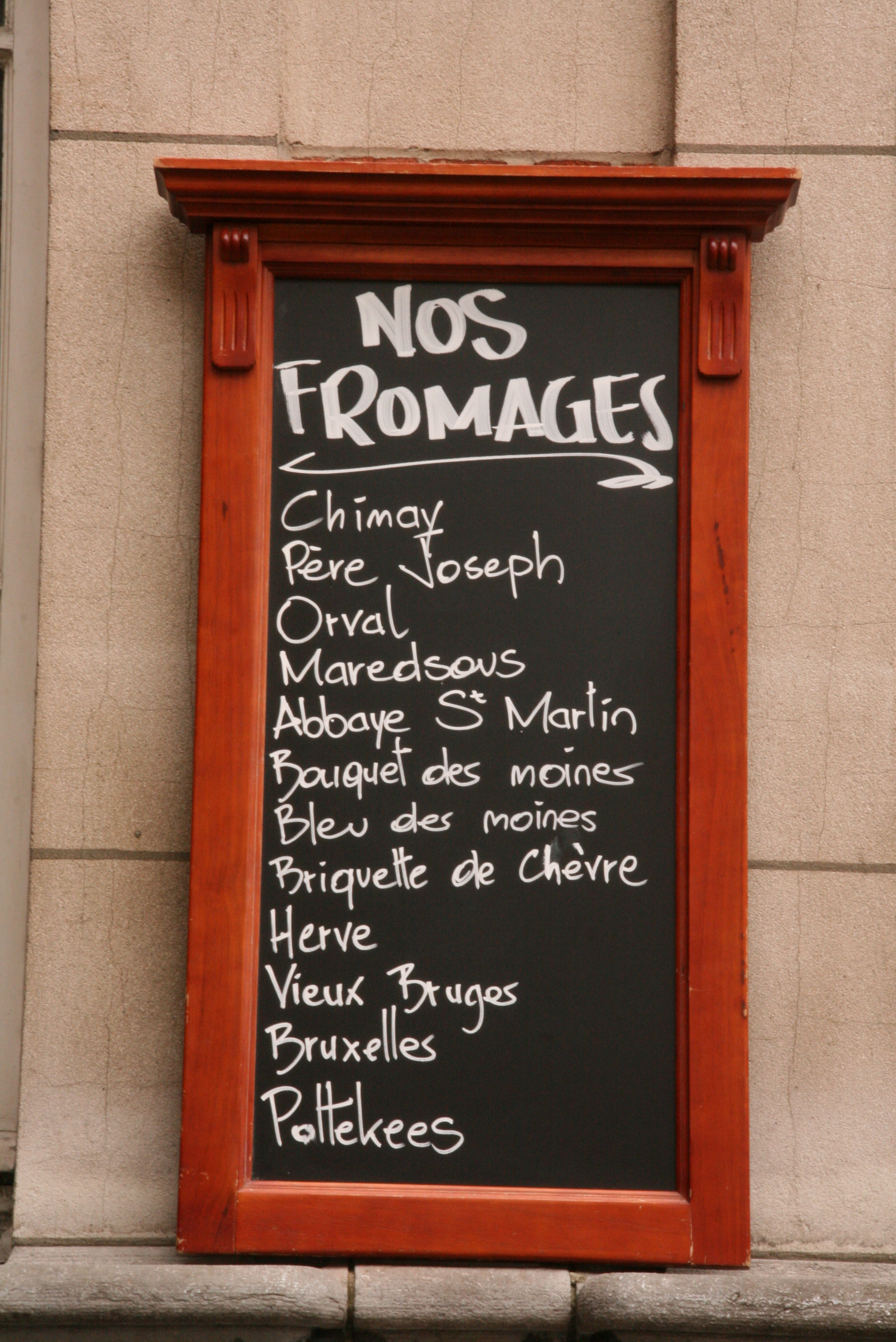
Lijst van kazen bij een winkel

De lijst met Belgische kazen  bevat kaassoorten, die (oorspronkelijk) uit België komen, kaasmerken zijn dezelfde kazen maar met een andere merknaam. Omdat niet iedere soortnaam afdoende beschermd is, vindt in het buitenland soms ook productie plaats van sommige van deze kaassoorten.

## Kaassoorten
| Afbeelding | Kaas                  | Type | Gerelateerde producten en afkomst                                  |
| ---------- | --------------------- | ---- | ------------------------------------------------------------------ |
|            | Abdij van Affligem    |      | Affligem (bier), Abdij van Affligem, Affligem, Vlaanderen          |
|            | Abdij van Averbode    |      | Averbode (bier), Abdij van Averbode, Averbode, Vlaanderen          |
|            | Abdij van Chimay      |      | Chimay (bier), Abdij van Chimay, Chimay, Wallonië                  |
|            | Abdij van Corsendonck |      | Corsendonk (bier), Abdij van Corsendonck, Oud-Turnhout, Vlaanderen |
|            | Floreffe              |      | Floreffe (bier), Abdij van Floreffe, Floreffe, Wallonië            |
|            | Maredsous             |      | Maredsous (bier), Adbij van Maredsous, Maredsous, Wallonië         |
|            | Orval                 |      | Orval (bier), Abdij van Orval, Wallonië                            |
|            | Abdijkaas Postel      |      | Postel (bier), Abdij van Postel, Postel, Vlaanderen                |
|            | Val-Dieu              |      | Val-Dieu (bier), Abdij van Val-Dieu, Aubel, Wallonië               |
|            | Westmalle             |      | Westmalle (bier), Abdij van Westmalle, Westmalle, Vlaanderen       |

## Afbeeldingen

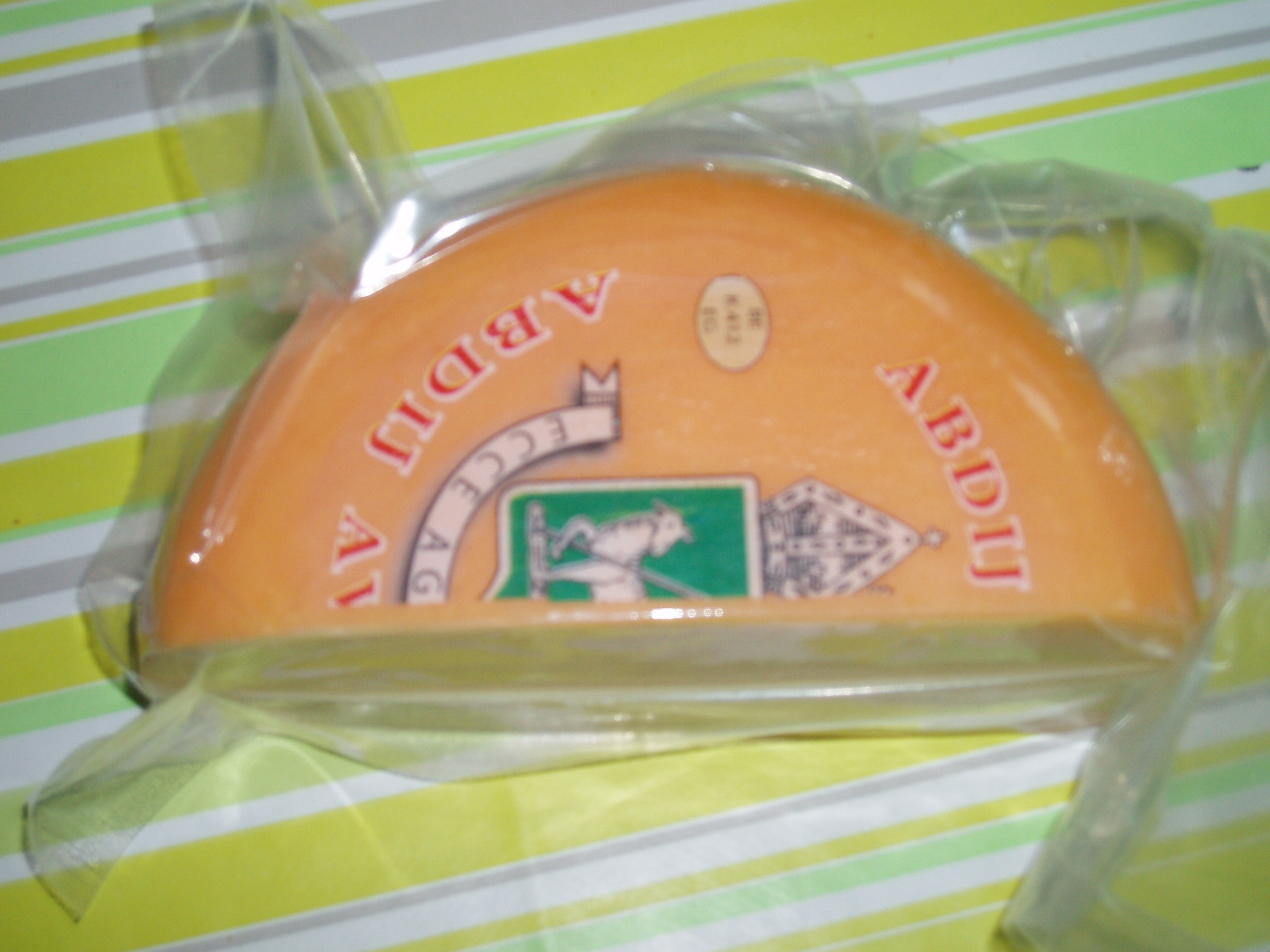
Averbode abdijkaas
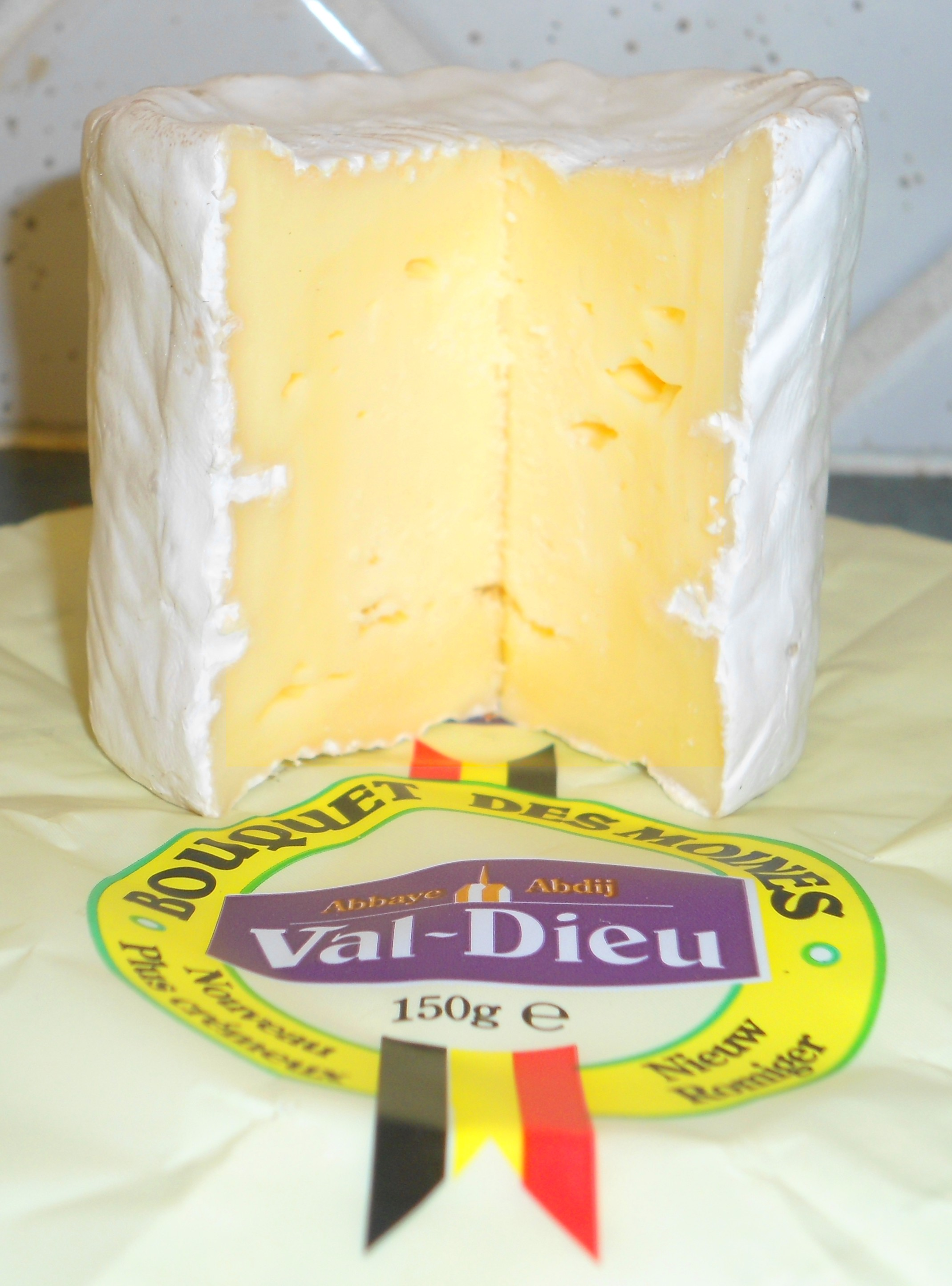
Bouquet des Moines
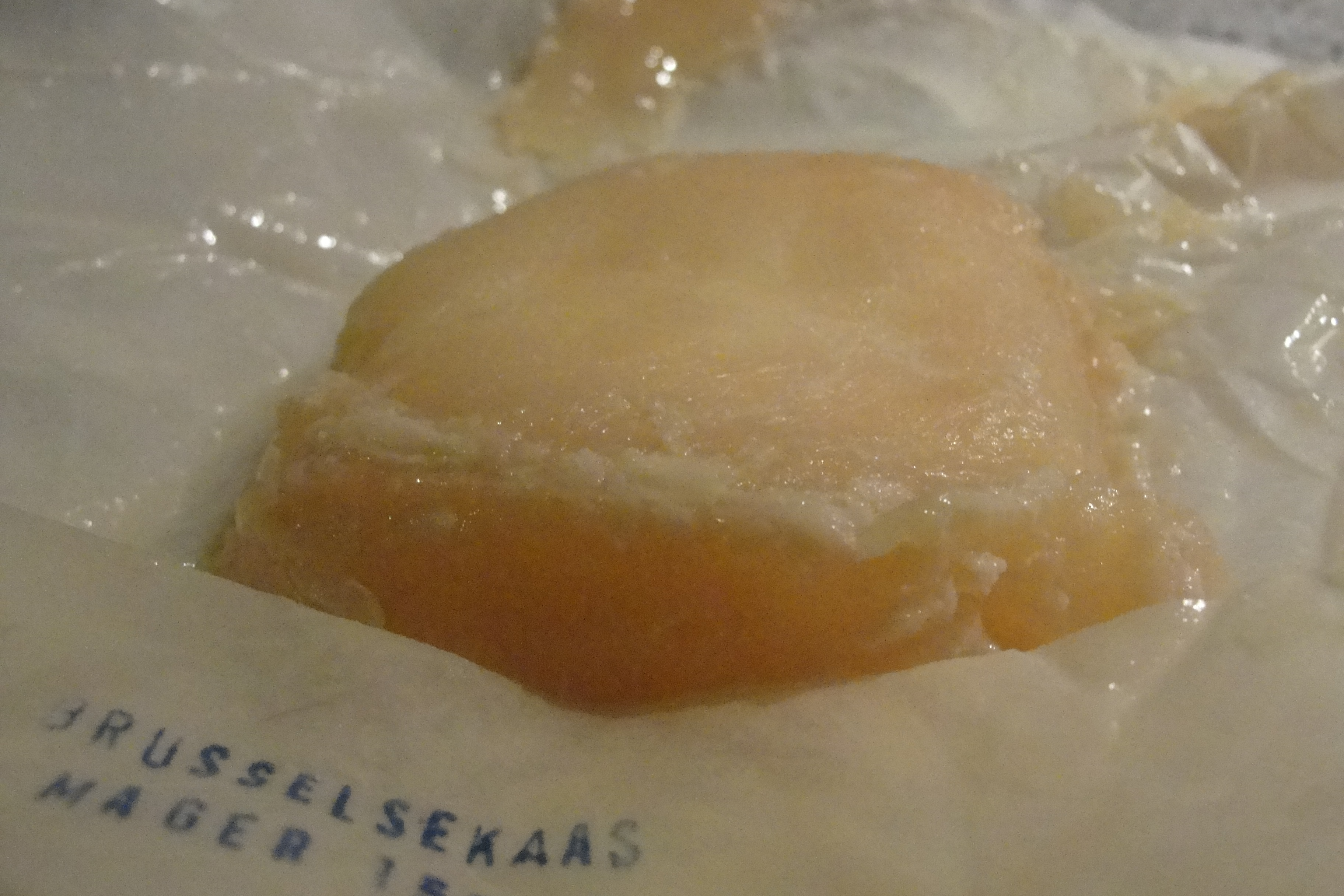
Brusselse kaas
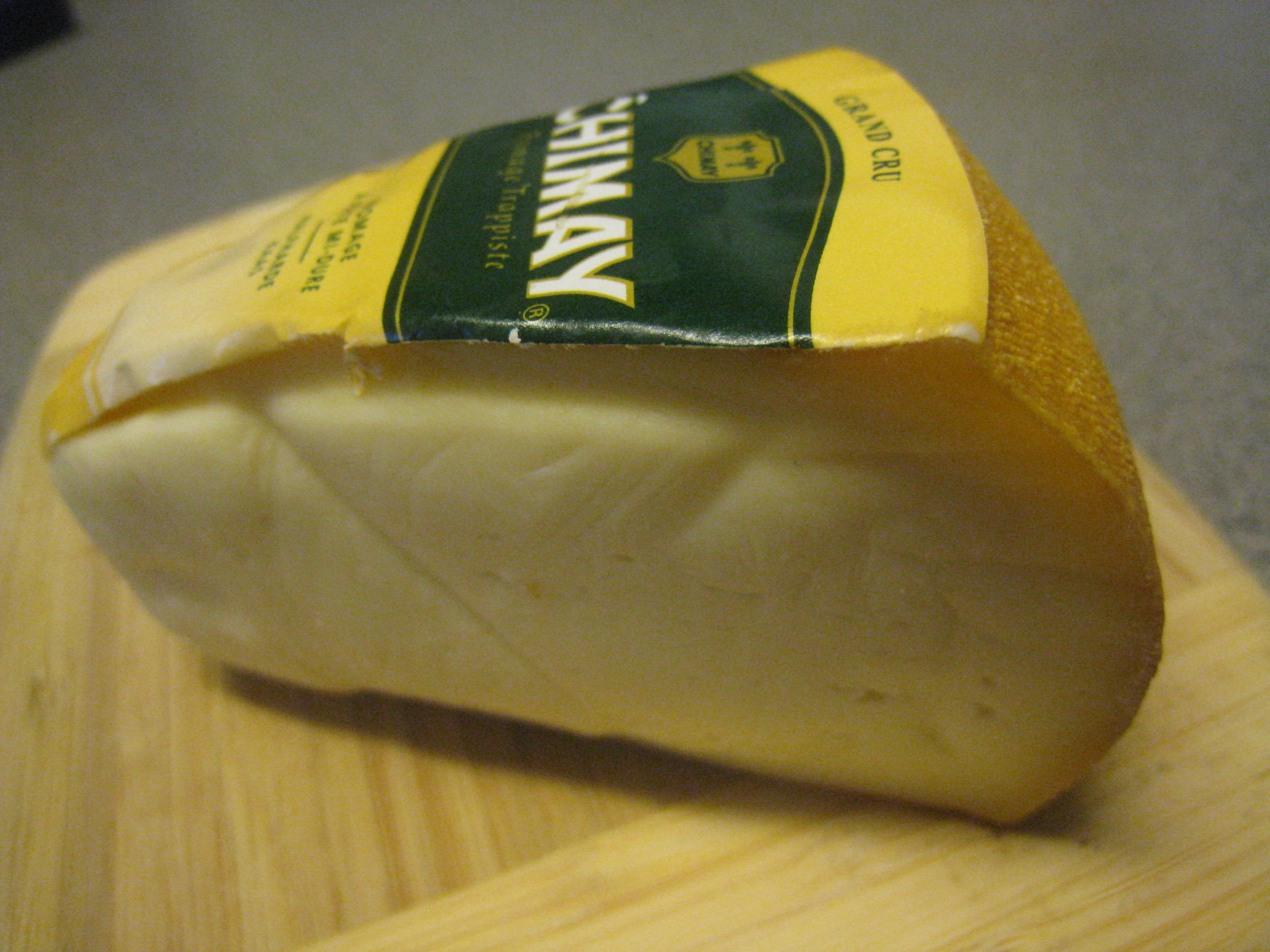
Chimay grand cru
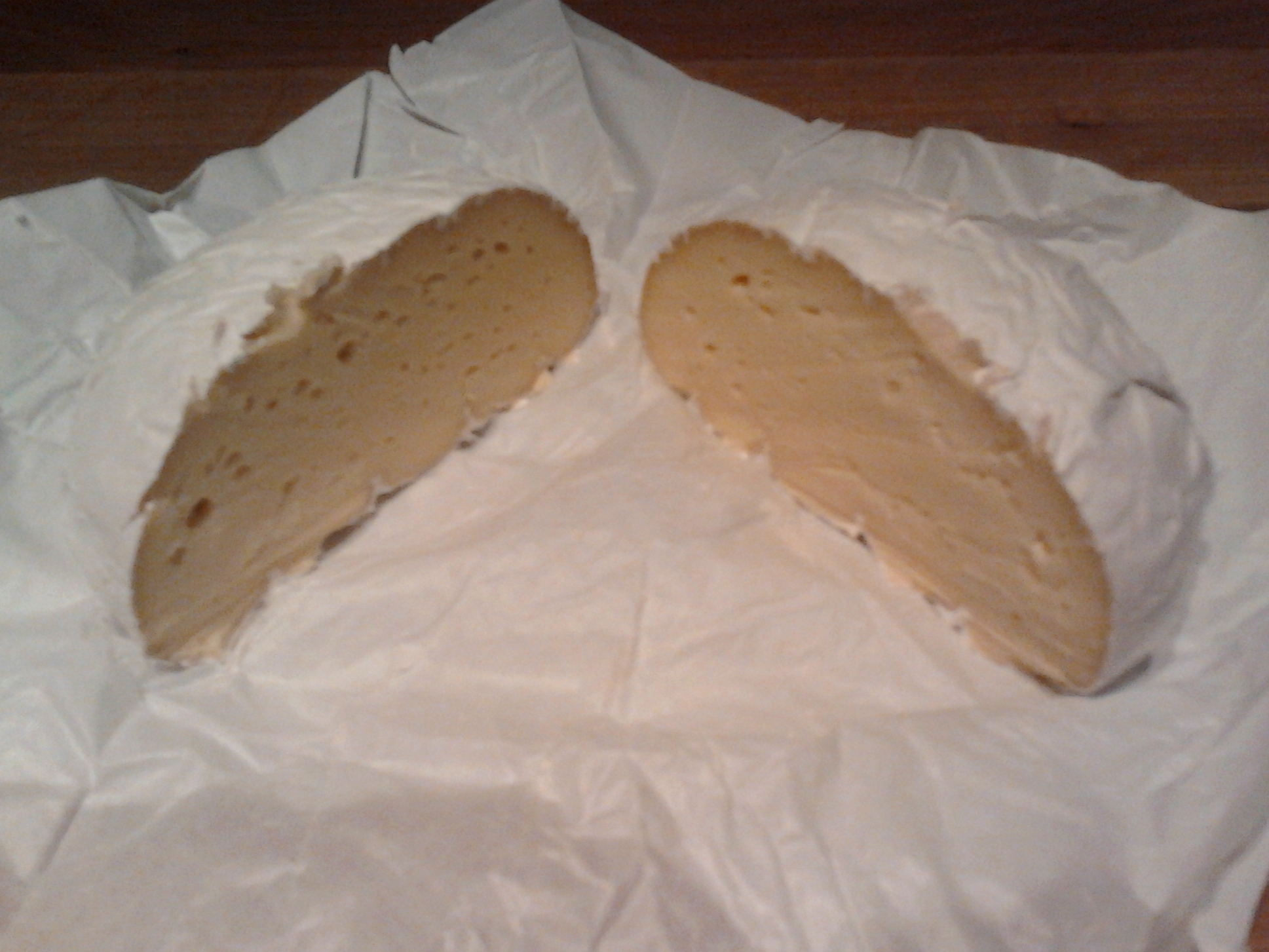
Damse mokke
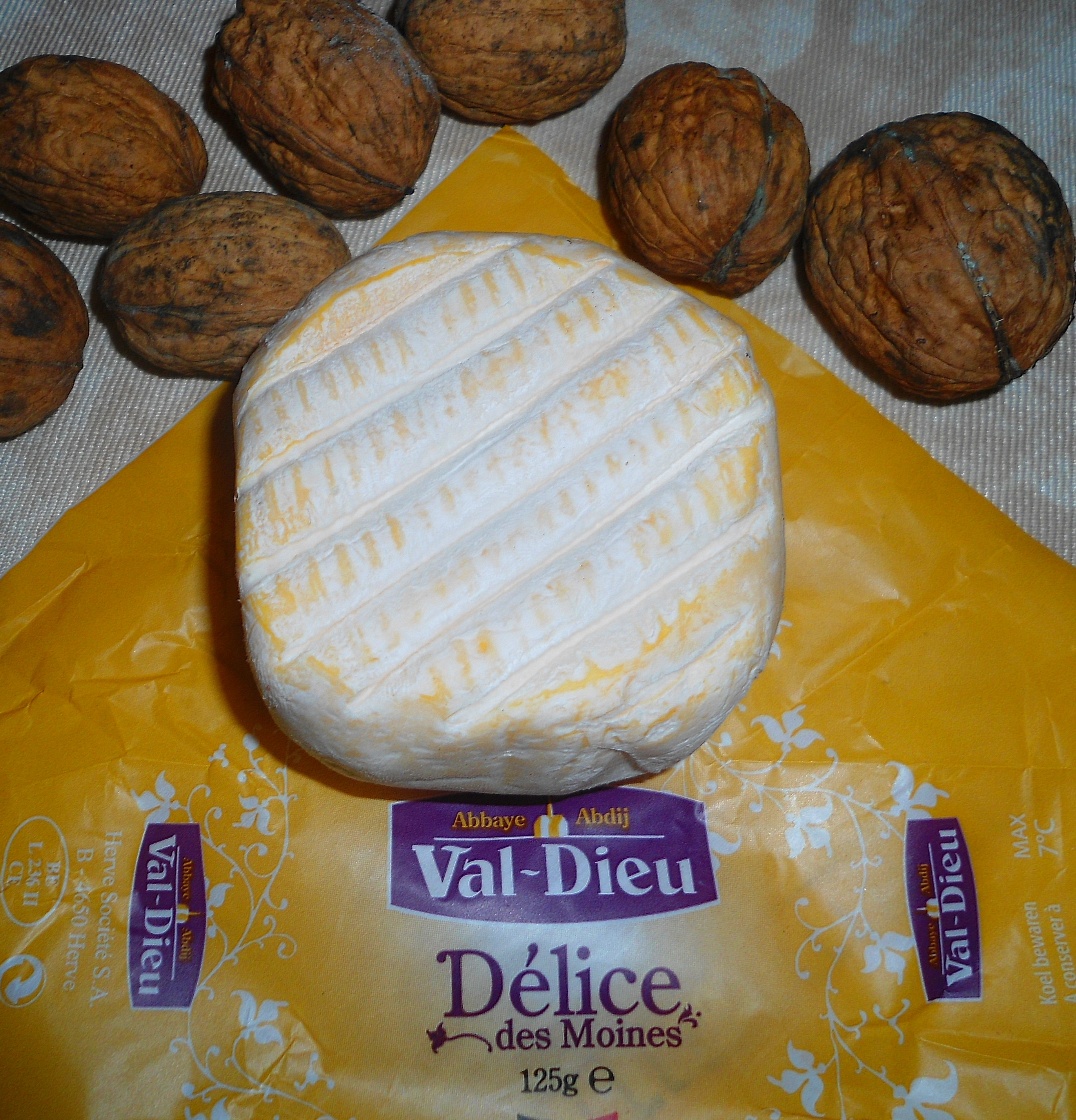
Délice des Moines
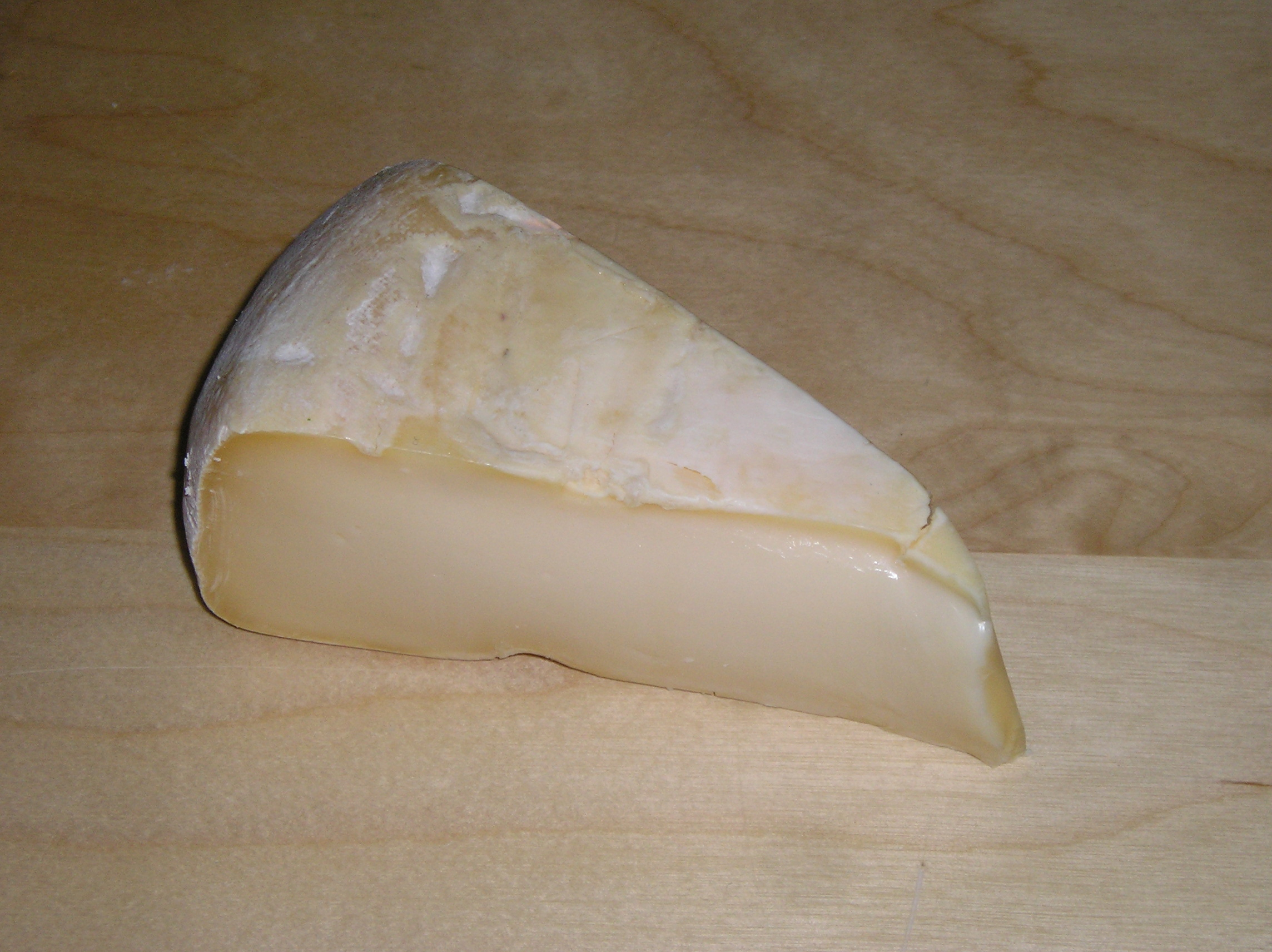
Fleuron de Brujas
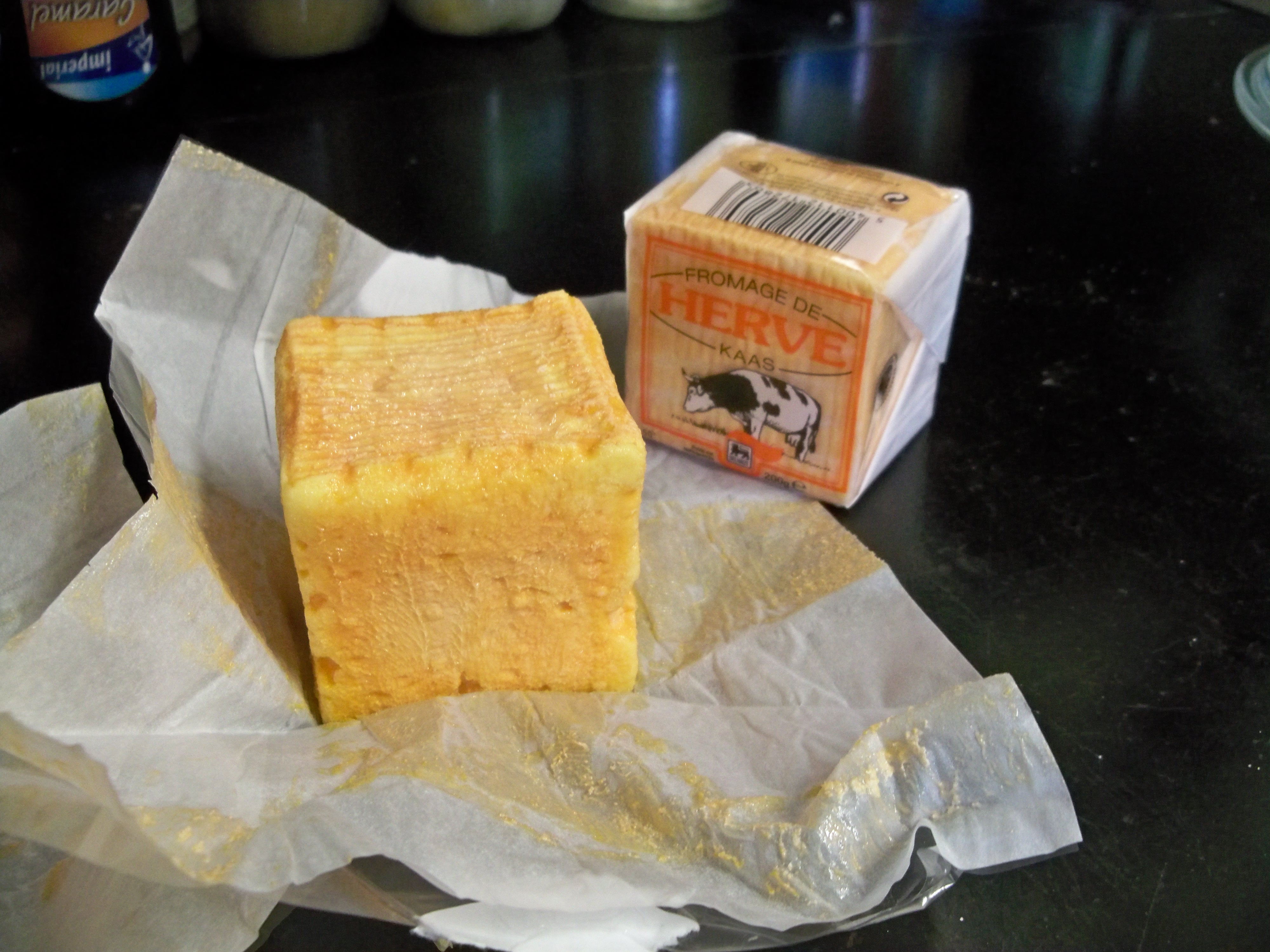
Hervekaas
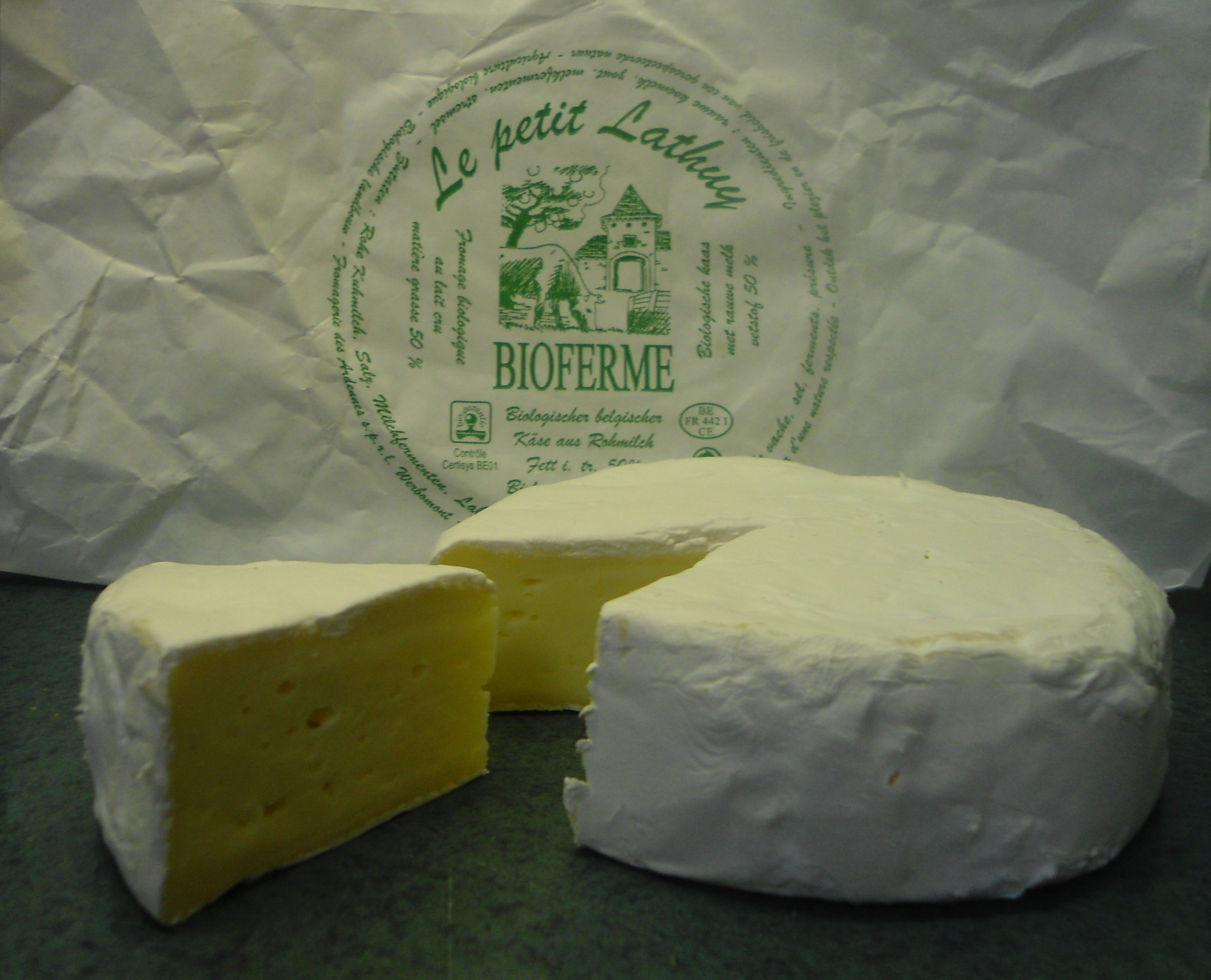
Le Petit Lathuy
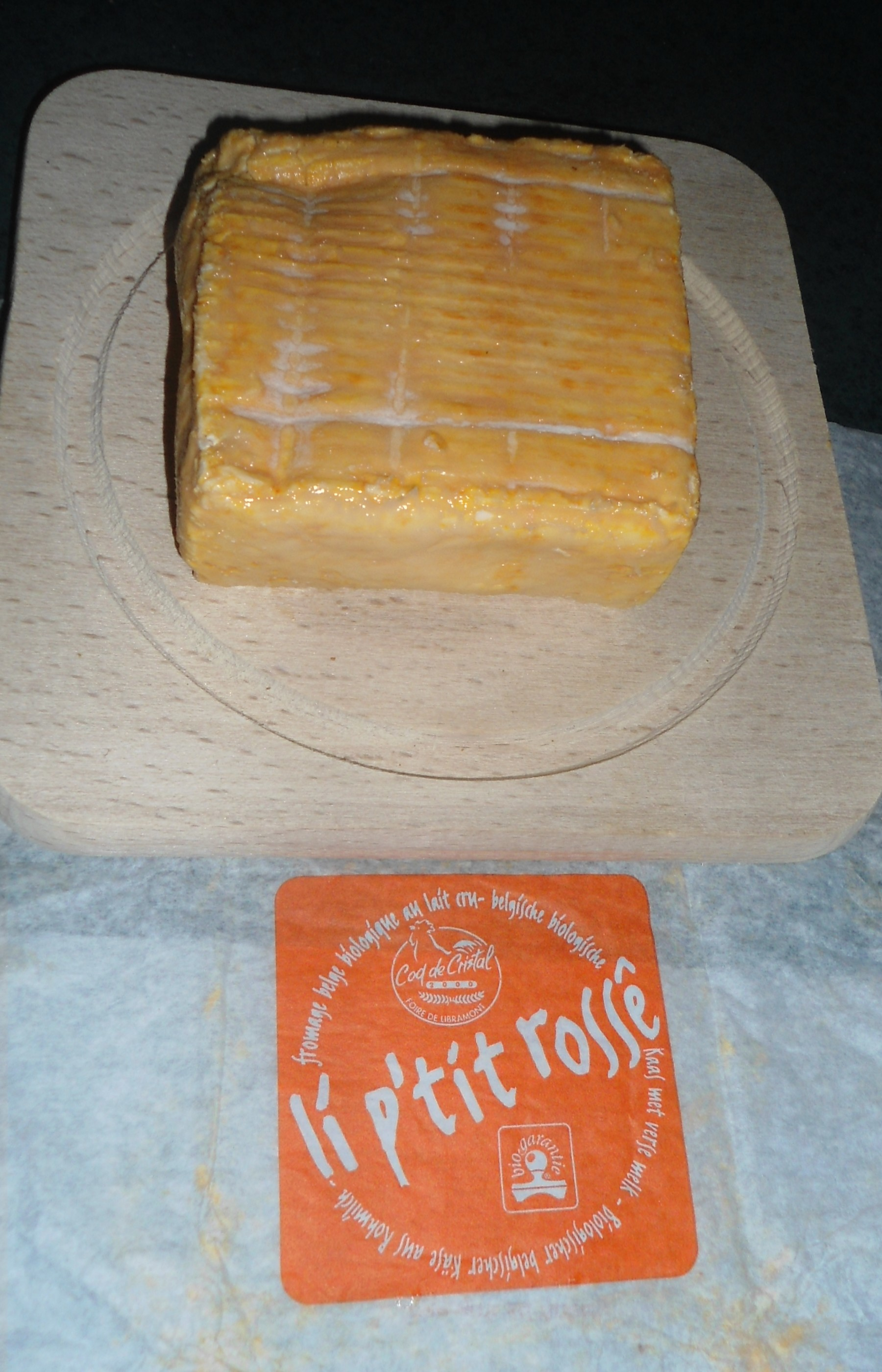
Li p'tit rossê
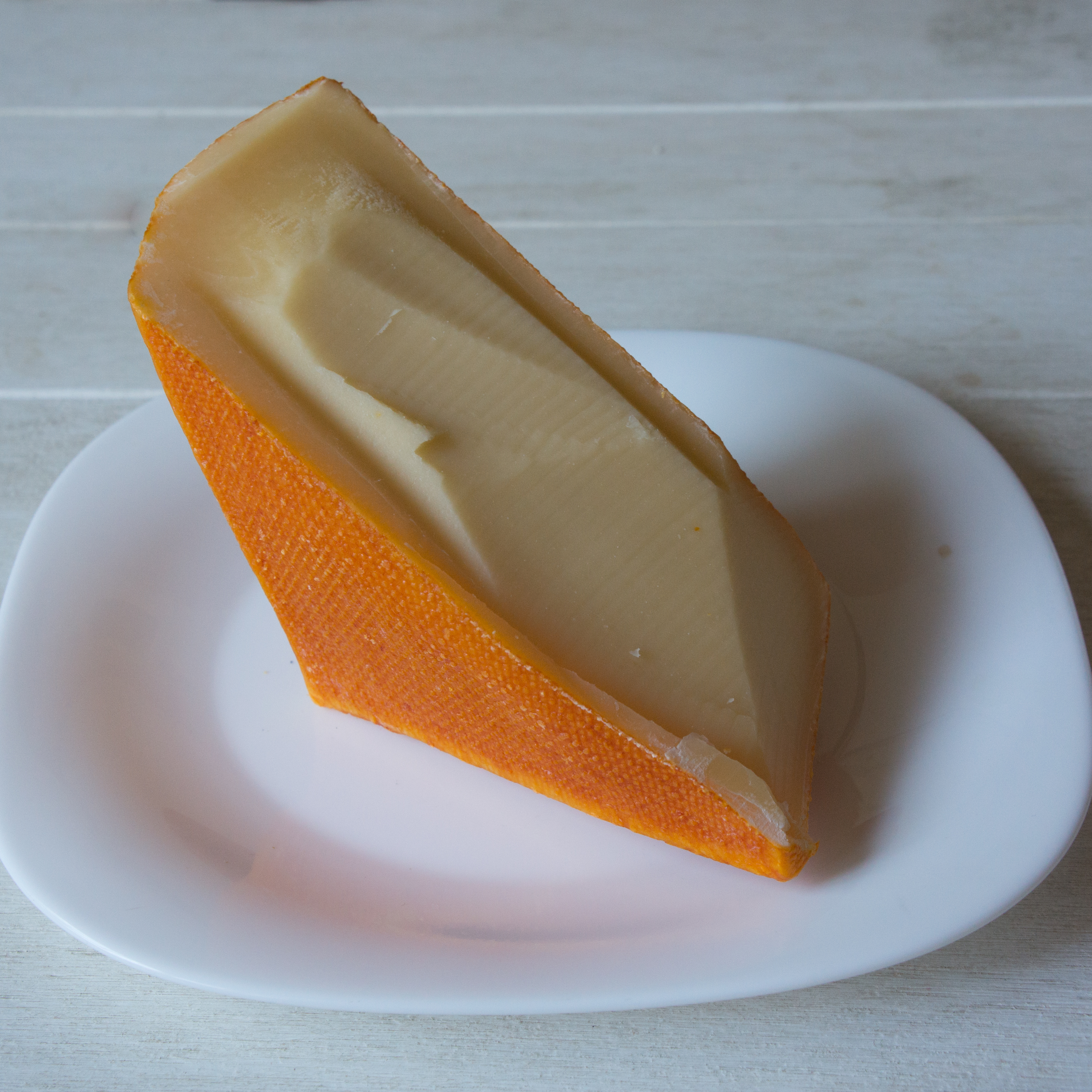
Orval
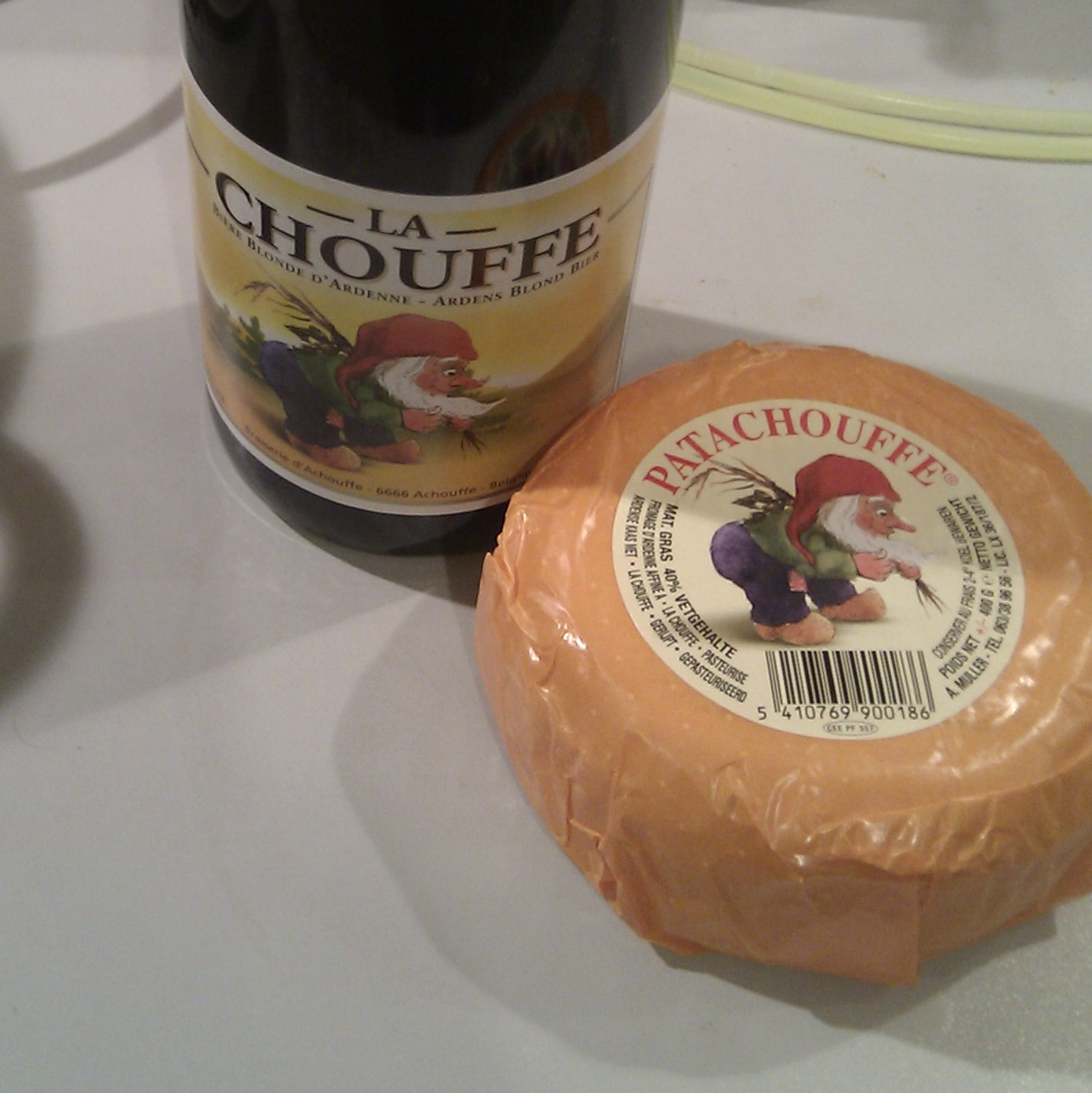
Patachouffe
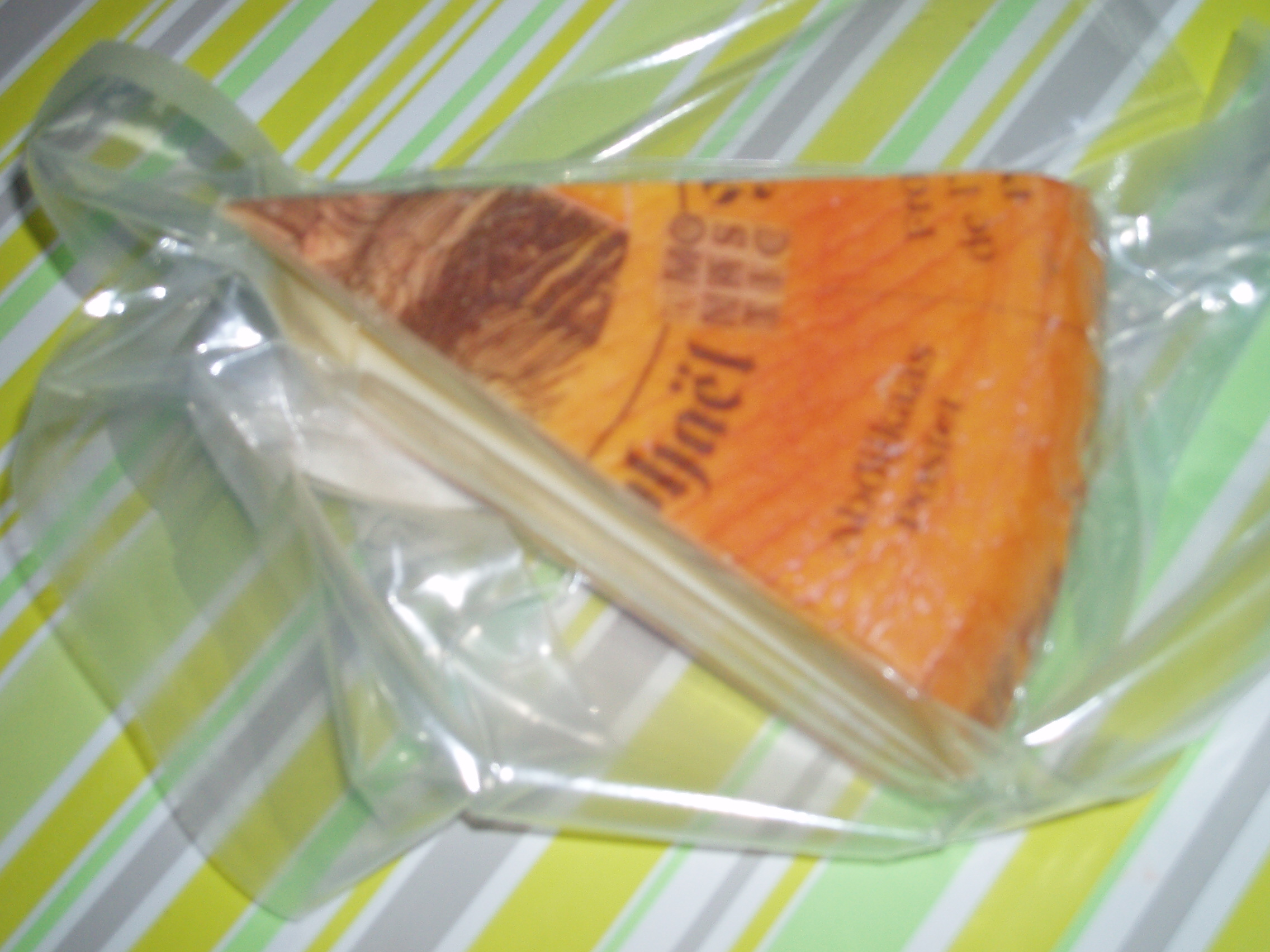
Postel abdijkaas
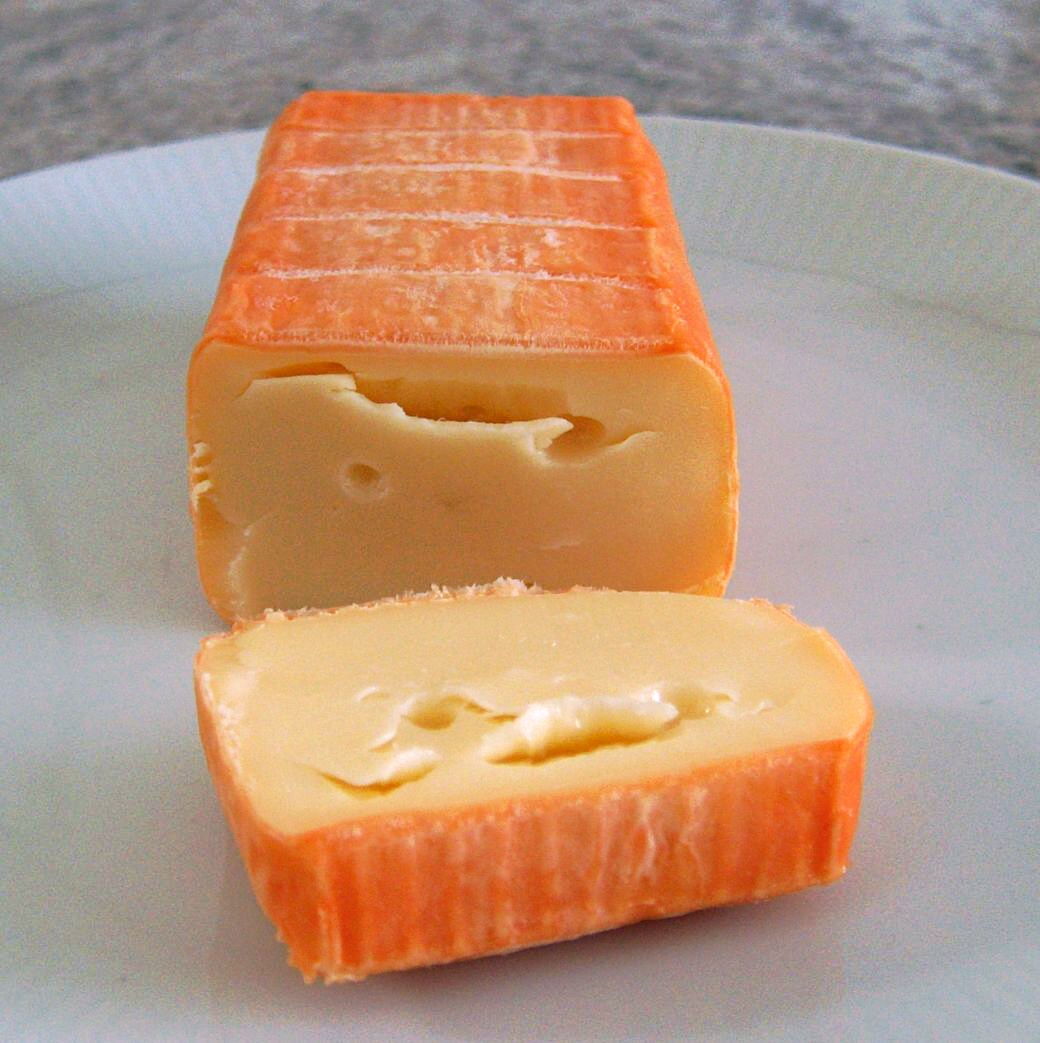
Remoudou